# ロバート・ヘンリー・スミス
ロバート・ヘンリー・スミス（Robert Henry Smith、1852年 - 1916年2月18日）は、明治時代にお雇い外国人として来日したイギリスの工学者である。

## 経歴・人物
エディンバラ大学を卒業し会社勤務をした後、1874年（明治7年）に開成学校（現在の東京大学）の機械学及び土木工学の教師として来日した。同校が東京大学に昇格後も引き続き機械学、数学などを教えた。
満期前の1878年（明治11年）に帰国。帰国する時に、『Valedictory Address to the Engineering Students of Tokyo Daigaku』と題する演説をした。ヘンリー・ダイアーの運営する工部大学校に批判的であって、後にこの問題についてエドワード・ダイヴァースと論争した。
スミスは帰国後、バーミンガム大学の前身であるメーソン・カレッジで機械学を教え、同校の名誉教授となった。